# Армантьер
Армантье́р (фр. Armentières [aʁmɑ̃tjɛːʁ], пикард. Armintîre, западнофлам. Ermentiers, Armentiers) — коммуна во Франции, регион О-де-Франс, департамент Нор, округ Лилль, кантон Армантьер. Пригород Лилля, расположен в 15 км к северу от центра города вдоль реки Лис, в 3 км от автомагистрали А25.
Население (2017) — 24 882 человека.

## История
Название города происходит от галло-римского слова armentum, обозначающего пашущий скот. В Средние века, подобно другим фландрским городам, основное население Армантьера составляли ткачи. У города многовековые традиции пивоварения. По условиям Ахенского мира (1668) западная часть Фландрии вместе с Армантьером перешла от испанской короны к французской.
На протяжении большей части Первой мировой войны город находился практически на линии фронта. С апреля по сентябрь 1918 года его занимали немцы. За время боевых действий старая часть города была стёрта с лица земли. Армантьер был отстроен в межвоенные годы из красного кирпича, что придаёт его застройке несколько однообразный характер.
За храбрость местных жителей в ходе обеих мировых войн Армантьер награждён двумя крестами и орденом Почётного легиона.

## Достопримечательности
- Беффруа здания мэрии 1510 года в неофламандском стиле. Пострадавшее во время Первой мировой войны здание восстановлено в 1934 году. С колокольни на высоте 67 метров открывается красивый вид на окрестные территории. Включена в список памятников ЮНЕСКО в 2005 году
- Бывшая пивоварня Мот-Кордонье
- Торговая галерея Майё
- Церковь Нотр-Дам-де-Сакре-Кёр
- Церковь Святого Людовика 1913 года
- Церковь Святого Ведаста
- Искусственное озеро Пре-дю-Эм с прилегающим парком

## Экономика
Структура занятости населения:
- сельское хозяйство — 0,1 %
- промышленность — 8,4 %
- строительство — 4,7 %
- торговля, транспорт и сфера услуг — 26,9 %
- государственные и муниципальные службы — 59,8 %

Уровень безработицы (2017) — 19,5 % (Франция в целом — 13,4 %, департамент Нор — 17,6 %). 

Среднегодовой доход на 1 человека, евро (2017) — 17 390 (Франция в целом — 21 110, департамент Нор — 19 490).

## Демография
Динамика численности населения, чел.

## Администрация
Пост мэра Армантьера с 2008 года занимает социалист Бернар Азбрёк (Bernard Haesebroeck). На муниципальных выборах 2020 года возглавляемый им левый список одержал победу во 2-м туре, получив 51,84 % голосов.
| Период | Период | Фамилия       | Партия                  | Примечания                                                                |
| ------ | ------ | ------------- | ----------------------- | ------------------------------------------------------------------------- |
| 1959   | 1999   | Жерар Азбрёк  | Социалистическая партия | член генерального совета департамента, депутат Национального собрания     |
| 1999   | 2008   | Клод Южё      | Социалистическая партия |                                                                           |
| 2008   |        | Бернар Азбрёк | Социалистическая партия | территориальный чиновник, вице-президент Генерального совета департамента |

## Города-побратимы
- Стейлибридж (англ.), Великобритания
- Остероде-ам-Харц, Германия
- Литомержице, Чехия

## Знаменитые уроженцы
- Эдуар Поль Дорм (1881—1966), востоковед-семитолог, специалист по Ассирии и древней Палестины; известен также как автор оригинального перевода Библии.
- Данни Бун (1966), комик, театральный и киноактёр

## Интересные факты
Также в Армантьере происходили и трагические события романа Александра Дюма «Три мушкетёра» — именно там скрывалась от возмездия миледи Винтер, и там же, на берегу Лиса, она была казнена палачом из Лилля.

## Галерея

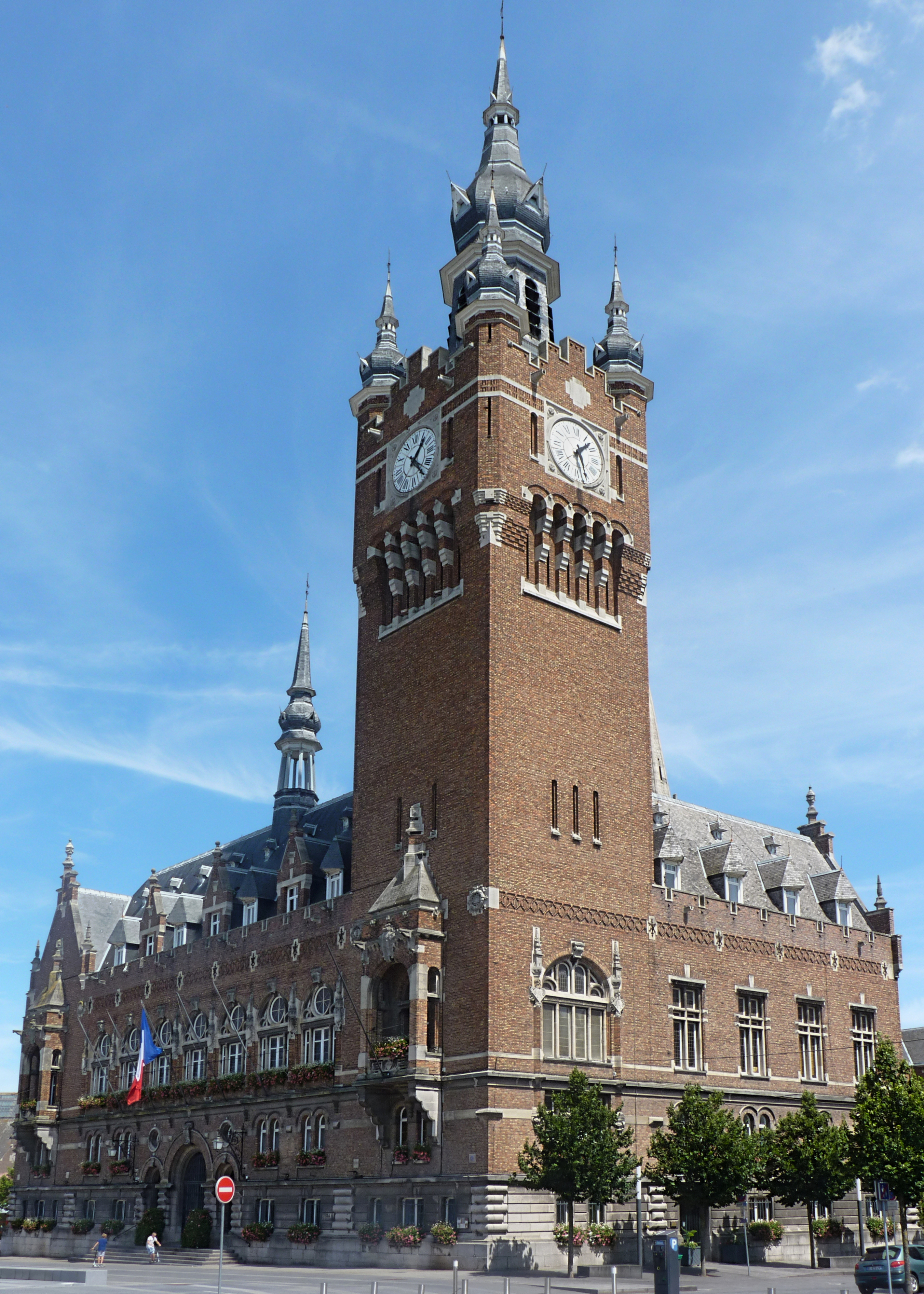
Здание мэрии с беффруа
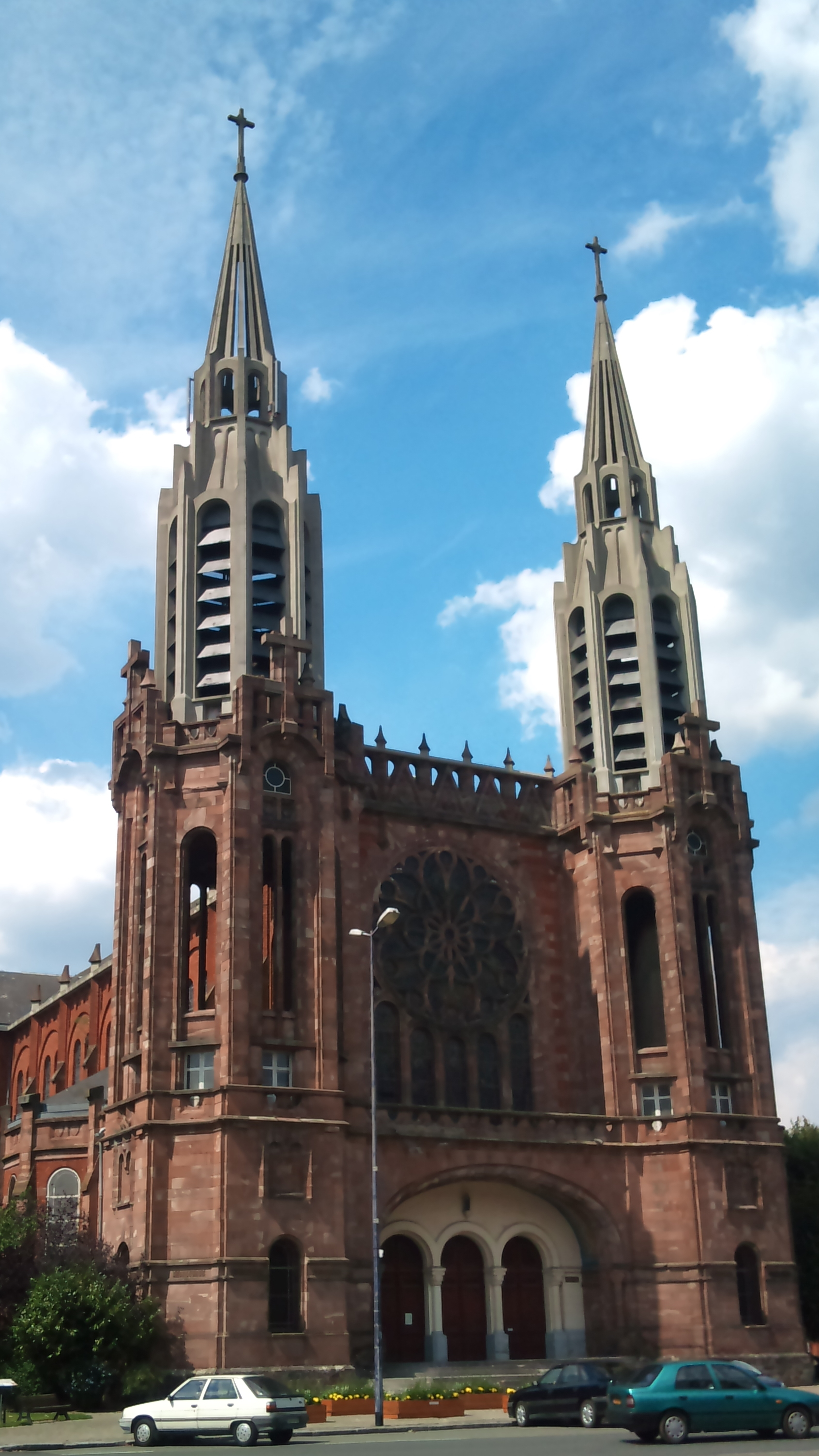
Церковь Нотр-Дам-де-Сакре-Кёр
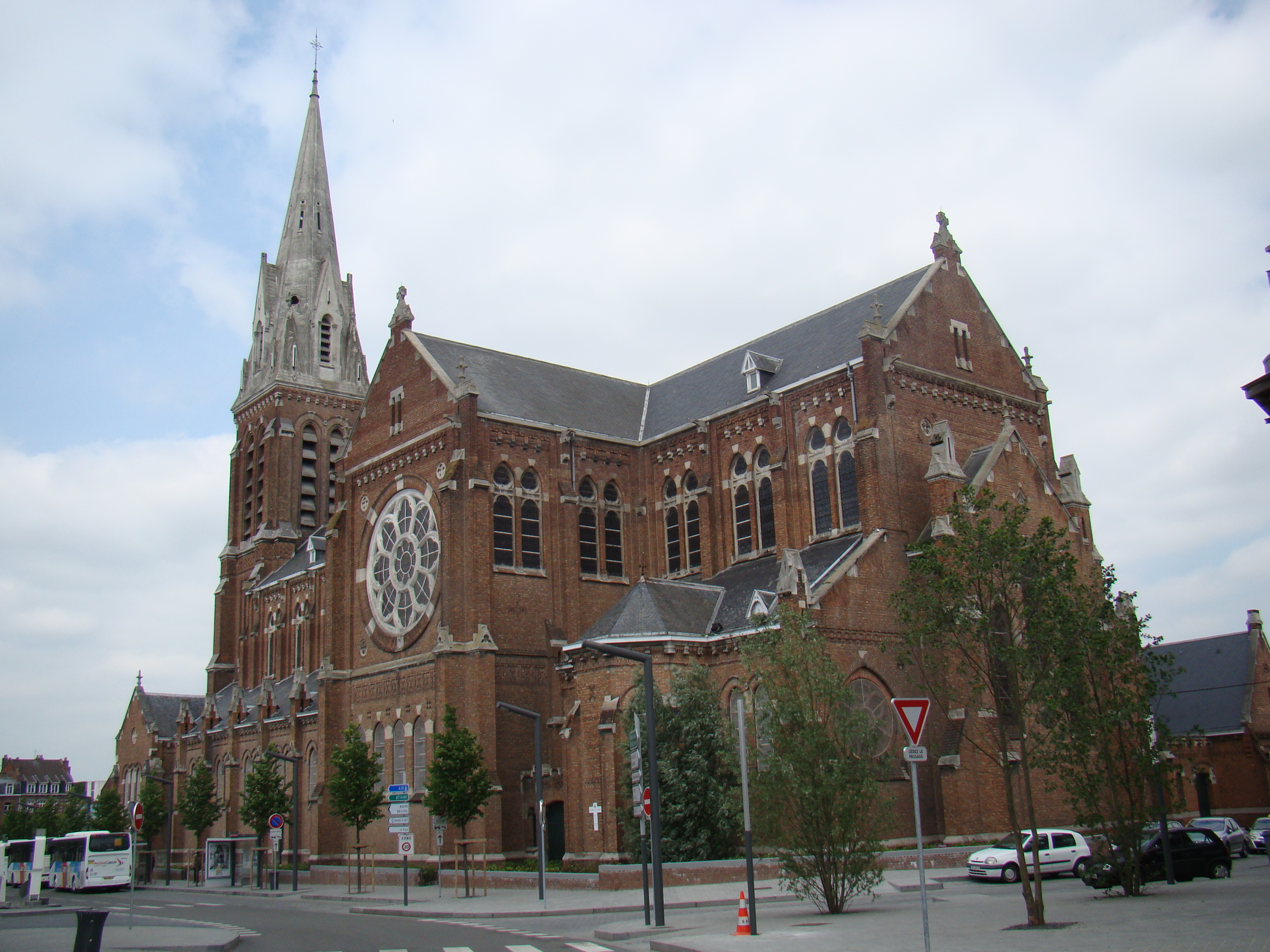
Церковь Святого Ведаста
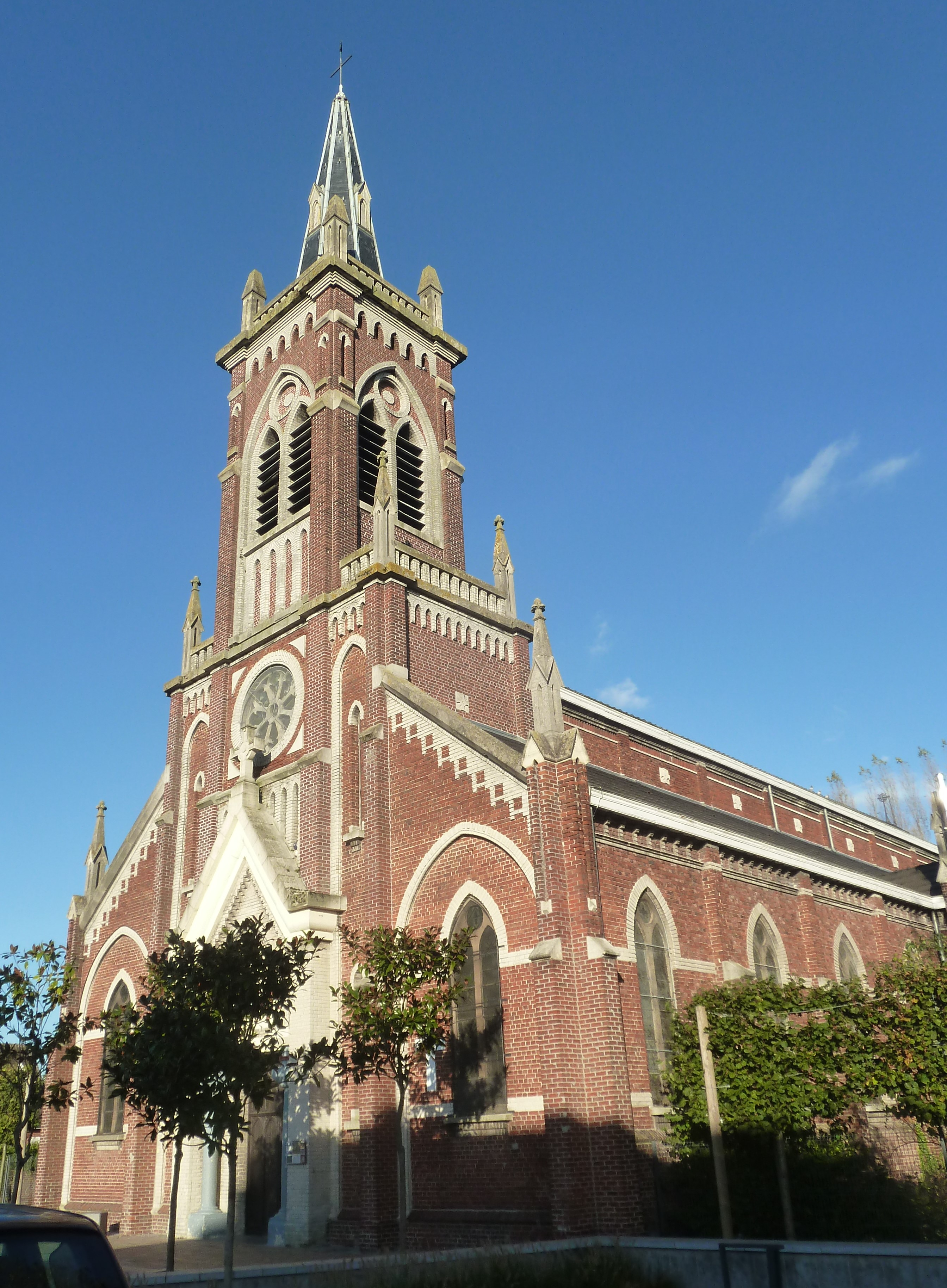
Церковь Святого Людовика
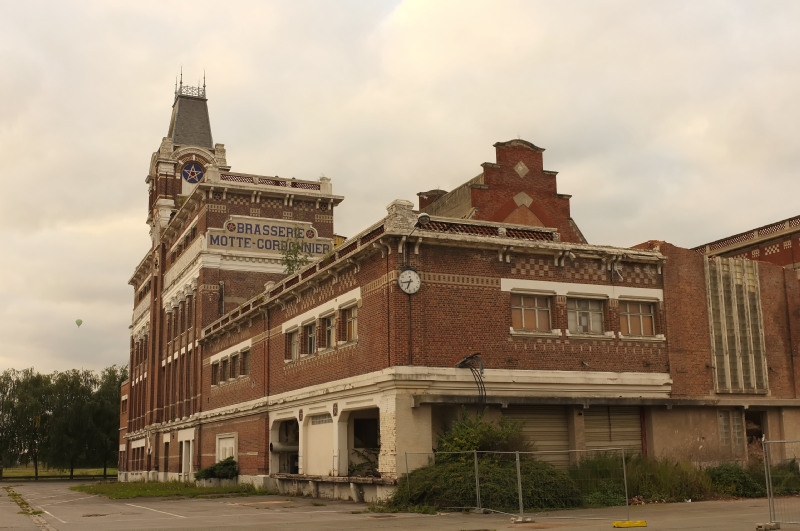
Бывшая пивоварня Мот-Кордонье
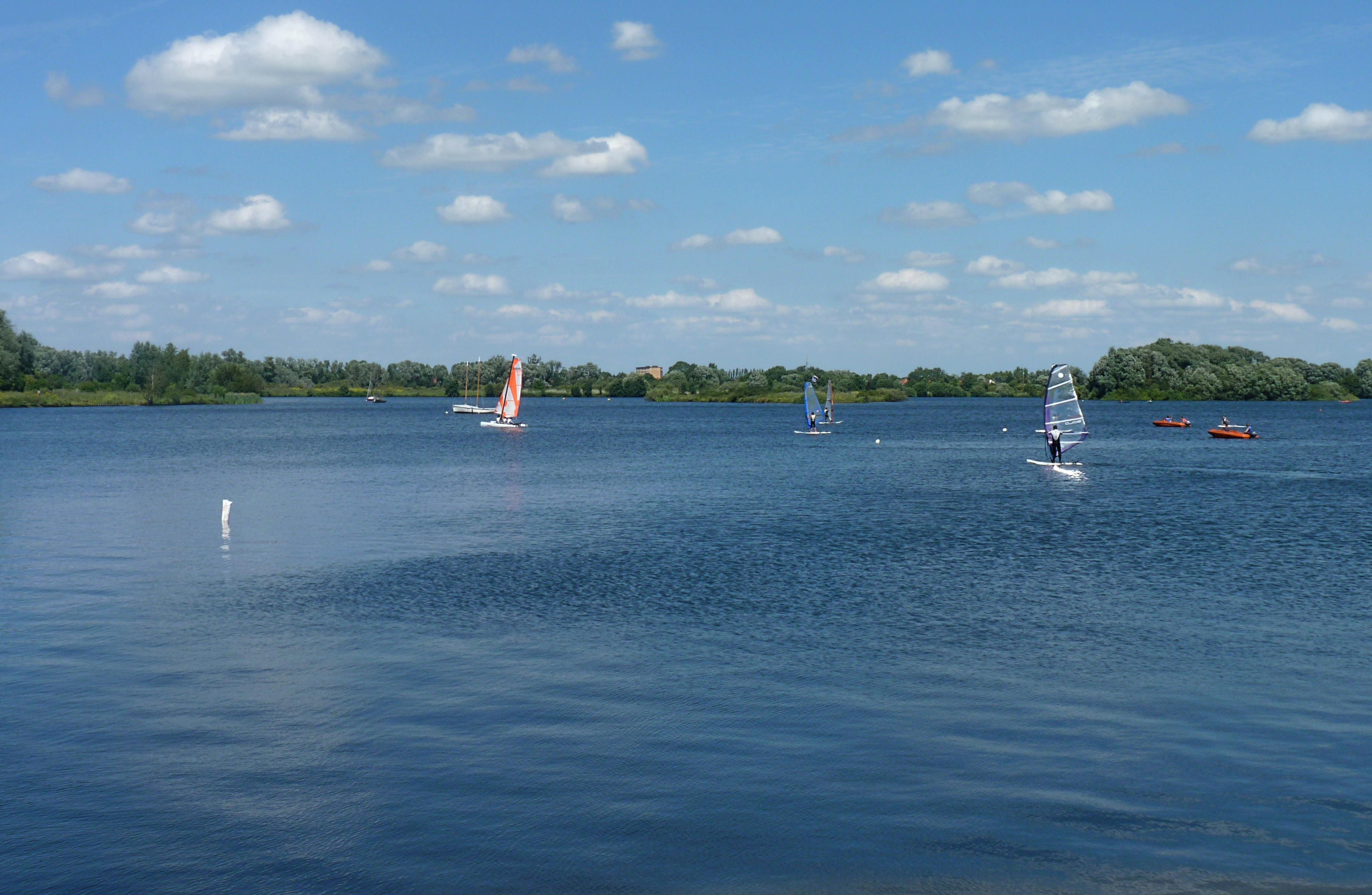
Озеро Пре-дю-Эм
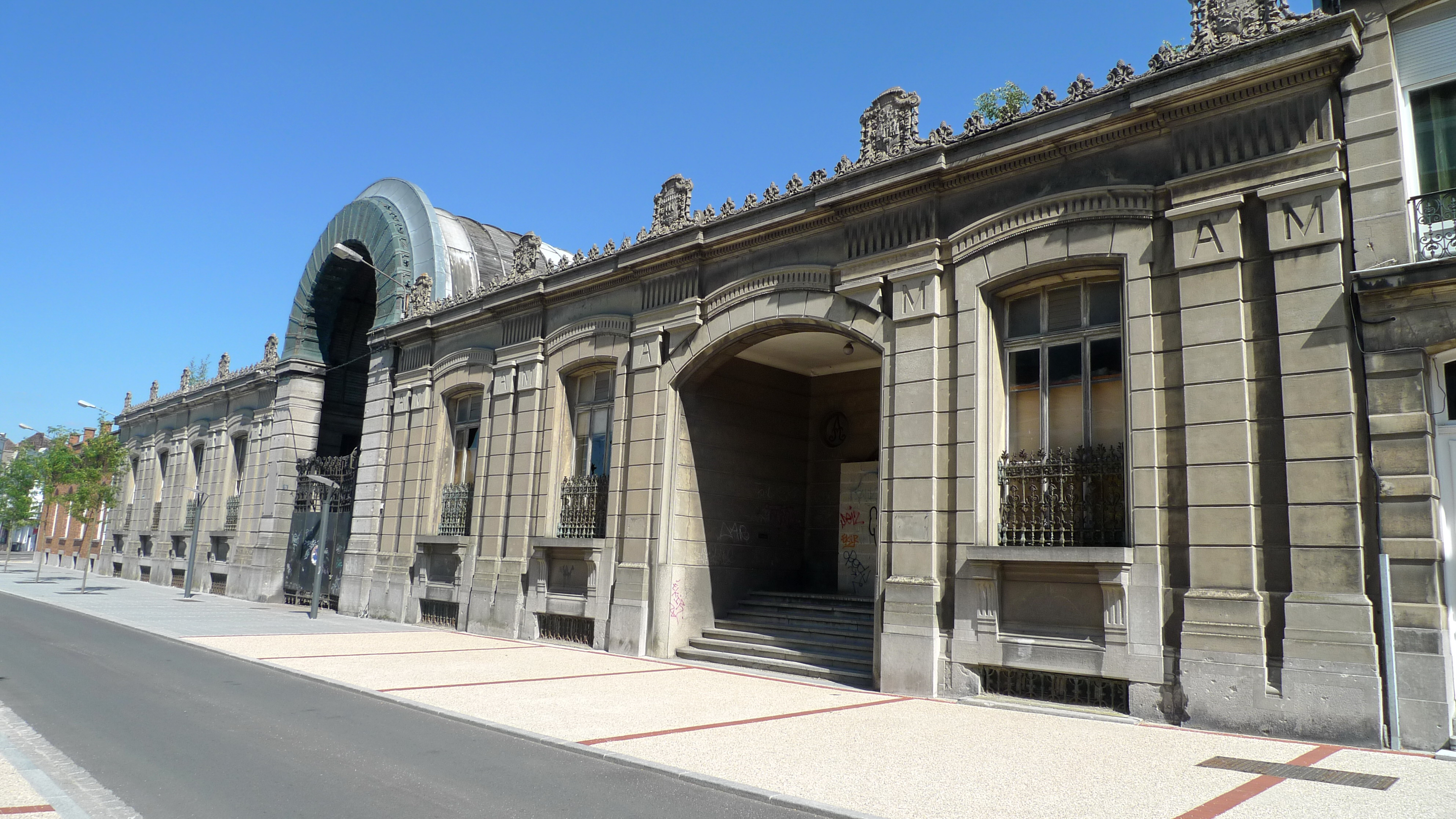
Торговая галерея Майё